# Linus Rosenlöcher
Linus Rosenlöcher (* 9. September 2000 in München) ist ein deutscher Fußballspieler. Der Abwehrspieler steht seit Sommer 2025 beim Drittligisten FC Ingolstadt 04 unter Vertrag.

## Karriere
Rosenlöcher begann seine Fußballkarriere in der Jugend des FC Augsburg-Hochzoll. Später wechselte er zum Tuspo Nürnberg und danach zur SpVgg Mögeldorf, wo er bis 2016 spielte. Daraufhin wechselte er in die Jugendabteilung des 1. FC Nürnberg, wo er weitere Jugendmannschaften durchlief. Ab 2018 wurde er auch vereinzelt im Herrenbereich bei der 2. Mannschaft des Clubs in der Regionalliga Bayern eingesetzt, sein Debüt gab er am 8. September 2018 in der Partie gegen den SV Schalding-Heining. Zur Saison 2020/21 wurde er fester Bestandteil des Kaders der 2. Mannschaft des 1. FC Nürnbergs. Unter anderem konnte er am 15. September 2020 bei der Partie gegen die 2. Mannschaft der SpVgg Greuther Fürth sein erstes Tor in der Regionalliga erzielen. Des Weiteren gehörte Rosenlöcher öfters zum Kader der 1. Mannschaft des 1. FC Nürnbergs in der 2. Fußball-Bundesliga. Dort gab er am 27. Januar 2021 bei der 0:1-Niederlage gegen den SSV Jahn Regensburg sein Profidebüt, als er für Tim Latteier in der 74. Spielminute eingewechselt wurde. Im Februar 2021 erhielt er einen Lizenzspielervertrag in Nürnberg. Am 10. Mai 2021 wurde er bei der 2:5-Niederlage gegen den Hamburger SV in der 84. Spielminute für Johannes Geis eingewechselt. In der 89. Spielminute gelang ihm nach Vorlage von Erik Shuranov sein erstes Tor in der 2. Bundesliga zum 2:5-Endstand. Durch seinen Treffer wurde auch der Rekord für die meisten Tore an einem Spieltag der 2. Bundesliga mit 18 Mannschaften überboten. Nach der Hinrunde der Saison 2021/22, in der er zu keinem Ligaeinsatz für die erste Nürnberger Mannschaft gekommen war, wechselte Rosenlöcher im Januar 2022 bis zum Saisonende auf Leihbasis zum dänischen Zweitligisten Esbjerg fB. Dort absolvierte er 11 Ligapartien.

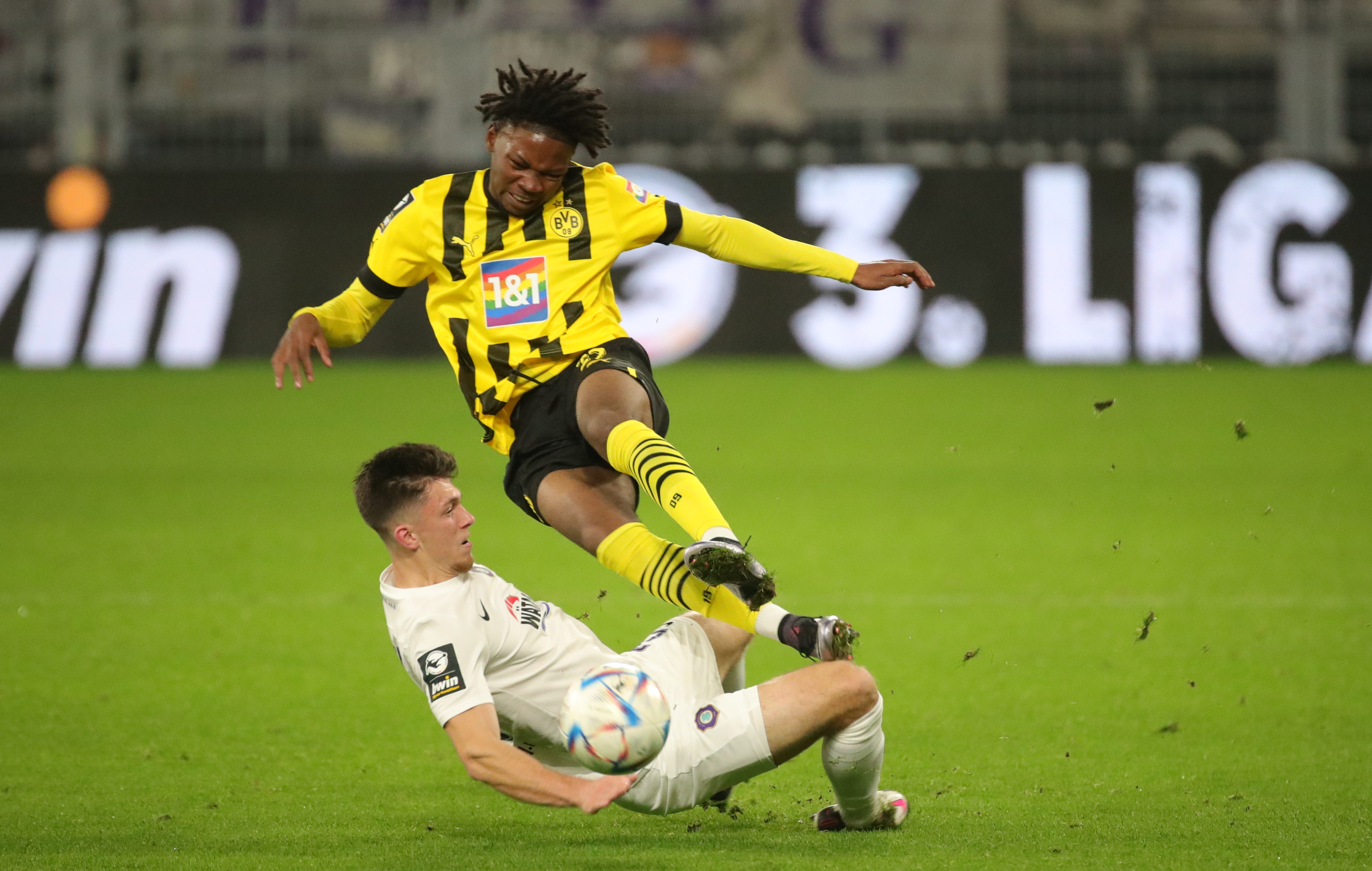
Rosenlöcher im Zweikampf mit Rodney Elongo-Yombo (2022)

Nach Beendigung der Leihe wurde dann sein fester Wechsel zum Drittligisten FC Erzgebirge Aue mit Vertrag bis 2024 verkündet. Dort war Rosenlöcher zu Saisonbeginn auch Stammspieler auf der Position des Linksverteidigers, konnte aber nach durchwachsenen Leistungen von Marco Schikora verdrängt. Daraufhin kam Rosenlöcher weniger zum Einsatz. Zur Winterpause wurde mit Kilian Jakob zudem ein weiterer Linksverteidiger verpflichtet. Nichtsdestotrotz setzte er sich in der zweiten Saisonhälfte gegen seine Konkurrenten final durch und blieb Stammspieler als Linksverteidiger. Auch in der folgenden Saison 2023/24 war er zunächst fester Stammspieler, ehe er sich eine Knieverletzung zuzog, wegen der er Anfang Februar 2024 am Meniskus operiert werden wollte und die restliche Saison verletzungsbedingt ausfiel. Während der Reha verlängerte er seinen Vertrag in Aue um ein weiteres Jahr. Zu Beginn der Saison 2024/25 verpasste er erneut ein paar Spiele, ehe er ab Mitte September 2024 wieder auf seine angestammte Linksverteidigerposition zurückkehrte und sich dort fortan als Stammspieler bewährte. Nach Saisonende entschied sich Rosenlöcher jedoch trotz der Möglichkeit einer weiteren Vertragsverlängerung in Aue, die Sachsen zu verlassen.
Im Sommer 2025 kehrte Rosenlöcher schließlich nach Bayern zurück und wechselte zum FC Ingolstadt 04.